# ヘルゴラン (海防戦艦)

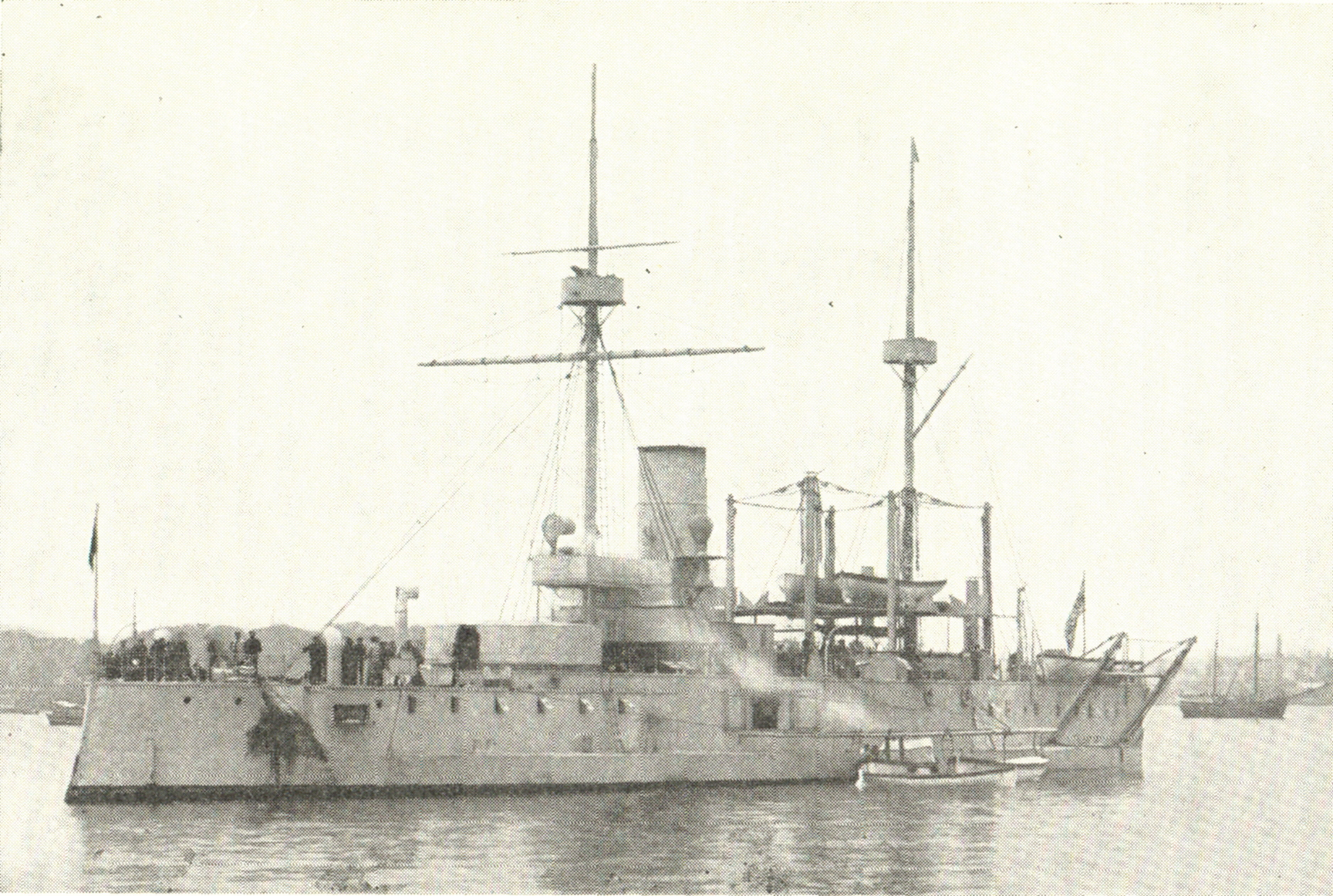
「ヘルゴラン」（1885年、コペンハーゲン）

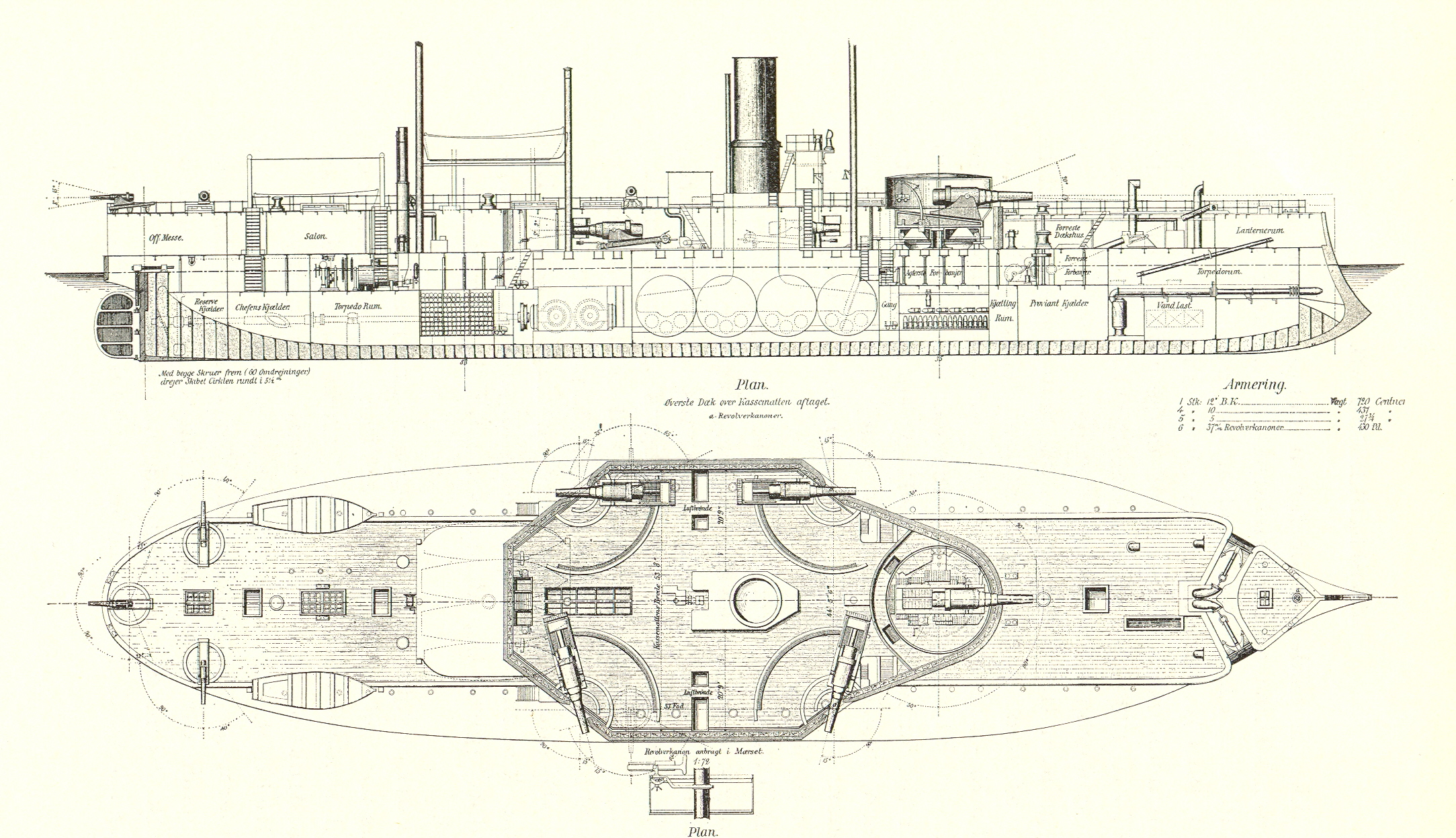
「ヘルゴラン」の図面

ヘルゴラン (Helgoland) はデンマーク海軍の海防戦艦。正式な類別は浮砲台 (flydende batteri)。後に装甲砲台 (pandserbatteri)、次いで装甲艦 (pandserskib, panserskib) とされた。アブサロン級多目的支援艦の登場まで、デンマーク海軍艦艇としては最大であった。
1876年5月20日、コペンハーゲン海軍工廠で起工。1878年5月9日に進水。この日はヘルゴラント海戦でデンマーク海軍が勝利した日であった。1879年8月20日就役。建造費は4971000クローネ。
排水量5394トン、全長79.17メートル、最大幅18.05メートル。吃水は艦首5.61メートル、艦尾5.9メートルであった。艦中央部にケイスメイトがあり、その前後には艦首と艦尾まで甲板室があった。これによって見かけ上の乾舷が高くなり、航洋性が良くなっていた。
ケイスメイトの前部は露砲塔が繋がり、そこに主砲のクルップ22口径12インチ720ctr後装砲1門が搭載された。主砲の射程は6400メートルで、後に7400メートルに伸びた。ケイスメイト内には、4隅にクルップ22口径10インチ440ctr後装砲が1門ずつ搭載された。この砲の射程は5500メートル、後に6550メートル。他にはクルップ24口径5インチ28ctr後装砲をケイスメイト天蓋上に2門、艦尾部に3門搭載した。この内、最後尾の1門は1886年に撤去された。また、艦首に38cm水中魚雷発射管2門を装備したほか、1888年までは曳航水雷を装備していた。後日、ホチキス5砲身回転機砲6門、ホチキス44口径57mm速射砲2門、マキシム37mm機砲3門が搭載されている。その内、ファイティングトップ装備の回転機砲2門は後にノルデンフェルト0.45インチ5銃身機銃、次いでマキシム8mm機銃に換装された。
機関はブアマイスタ＆ウェーイン社製水平還動タンデム2段膨張式蒸気機関2基、円缶8基で、出力4000指示馬力。2軸推進で、速力13.7ノット。石炭搭載量は224トンで、航続距離は9ノットで1400浬であった。
装甲鈑は錬鉄製であった。厚さは水線装甲帯が152mmから305mm、ケイスメイト側面および砲塔バーベットの前部側面は254mmでケイスメイト内のバーベットは152mm、ケイスメイト上面は39mmで甲板はケイスメイト外が52mm、ケイスメイト内が19mm、司令塔は33mmであった。司令塔の装甲は1884年に105mmの鋼板となった。主砲には厚さ6mmの鋼鉄製の円筒形砲室フードが付けられた。これは1891年に厚さ40mmで厚鋼板製のドーム型のものにかえられた。
1897年6月、イギリスのヴィクトリア女王在位60周年記念観艦式に参加。同年9月、スウェーデンのオスカル2世王在位25周年記念式典に参列。1907年6月29日に除籍。オランダのフランク・レイスデイク社に売却され、解体された。